# Louise Latham
Louise Latham (Hamilton, Texas, 1922. szeptember 23. – Santa Barbara, Kalifornia, 2018. február 12.) amerikai színésznő.

## Fontosabb filmjei
- Marnie (1964)
- Perry Mason (1965, tv-sorozat, két epizódban)
- Támadás egy idegen bolygóról (The Invaders) (1967, tv-sorozat, egy epizódban)
- Firecreek (1968)
- Hail, Hero! (1969)
- A reggel túl messze van (Adam at Six A.M.) (1970)
- Making It (1971)
- San Francisco utcáin (The Streets of San Francisco) (1972, tv-sorozat, egy epizódban)
- Olcsó Whiskey (White Lightning) (1973)
- Kojak (1973, tv-sorozat, egy epizódban)
- Columbo (1973, tv-sorozat, egy epizódban)
- Sugarlandi hajtóvadászat (The Sugarland Express) (1974)
- 92 in the Shade (1975)
- A Scruples Divatház (Scruples) (1980, tv-film)
- Az idő pallosa – A Philadelphia kísérlet (The Philadelphia Experiment) (1984)
- Papi védőbeszéd (Mass Appeal) (1984)
- A szerelem tovább él (Love Lives On) (1985, tv-film)
- Kemény szeretet (Toughlove) (1985, tv-film)
- Út a mennyországba (Highway to Heaven) (1986, tv-sorozat, egy epizódban)
- Átkozottak otthona (The Haunted) (1991, tv-film)
- Szerelem bolondulásig (Crazy from the Heart) (1991, tv-film)
- Földi paradicsom (Paradise) (1991)
- Gyilkos sorok (Murder, She Wrote) (1992, tv-sorozat, egy epizódban)
- A szeretet földje (Love Field) (1992)
- Keserű vér (In the Best of Families: Marriage, Pride & Madness) (1994, tv-film)
- Hidegvérrel (In Cold Blood) (1996, tv-film)
- Vészhelyzet (ER) (1997, tv-sorozat, egy epizódban)
- Teljes biztonsággal (Total Security) (1997, tv-sorozat, egy epizódban)
- X-akták (The X Files) (2000, tv-sorozat, egy epizódban)